# День святого Валентина

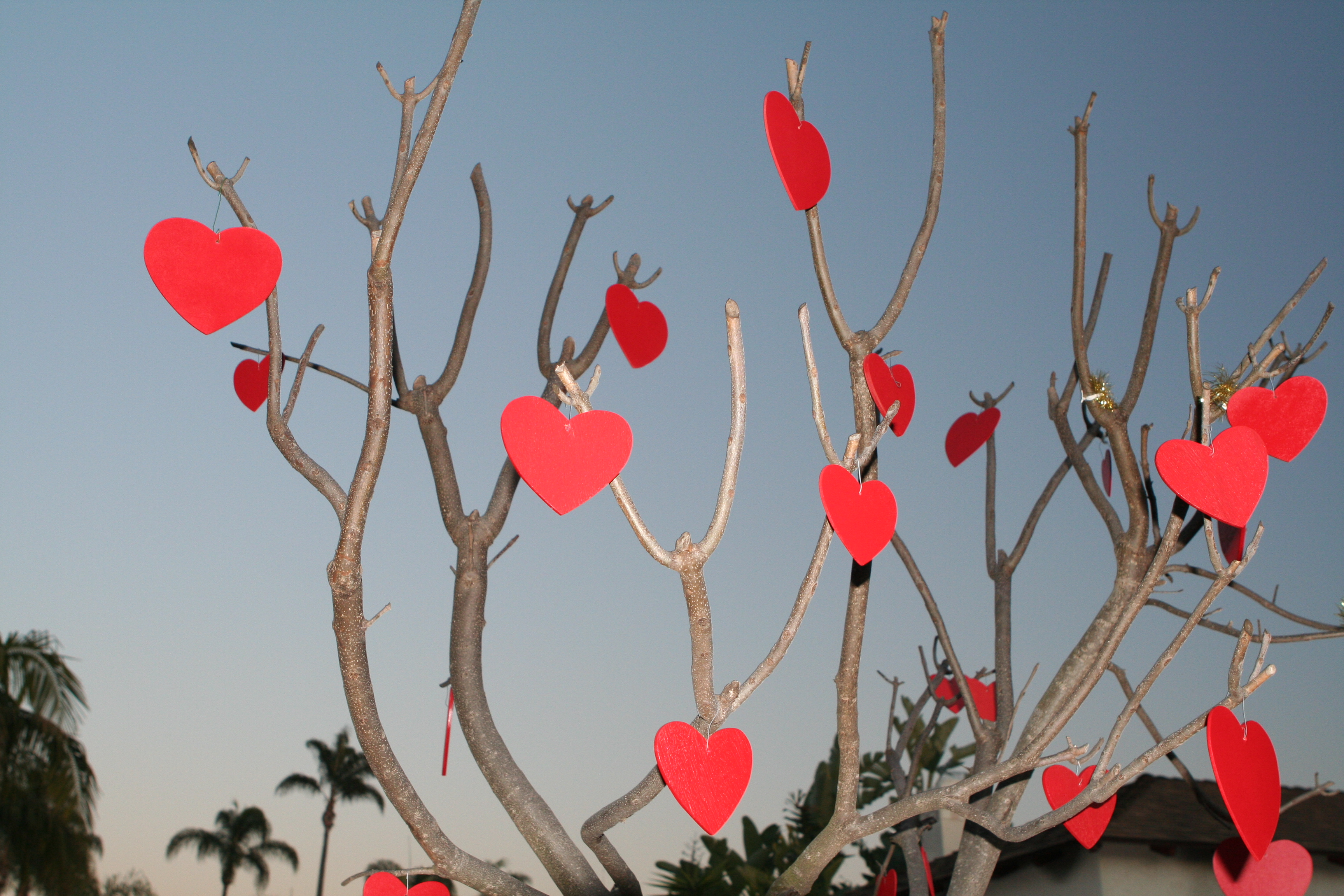
Дерева, прикрашені сердечками до дня Св. Валентина

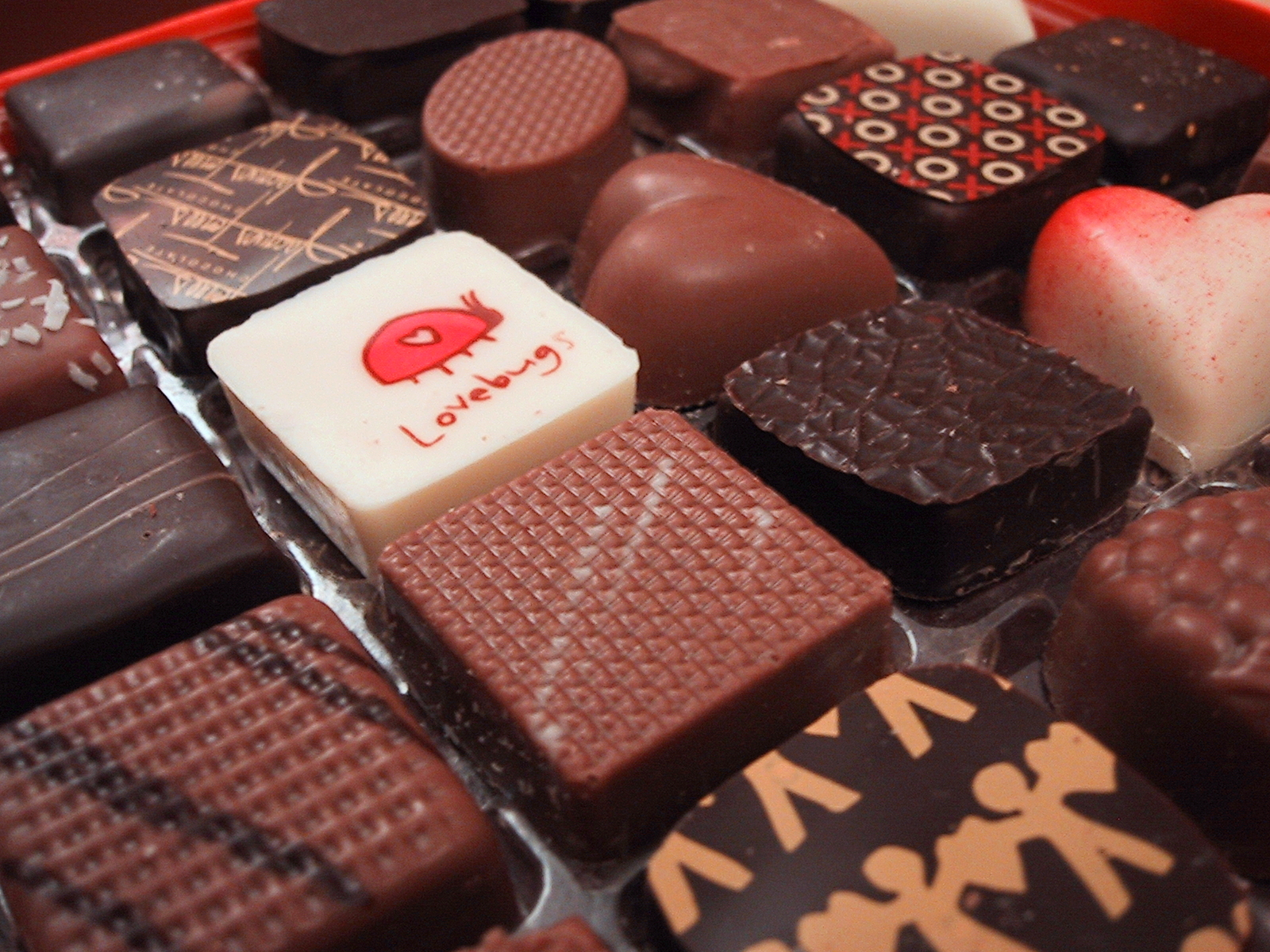
Шоколадні цукерки, традиційний подарунок на свято

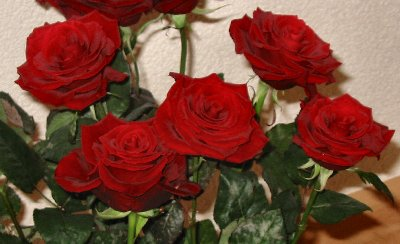
Букет троянд

День Святого Валентина (Валентинів день, День закоханих) — щорічне свято, яке відзначають 14 лютого. Назва походить від святого Валентина, якого згадує цього дня під час літургії Католицька церква.

## Історично-релігійне підґрунтя

Святий Валентин

За легендою, християнський священник Валентин жив за часів імператора Клавдія II Готського (III ст.) й окрім основного покликання займався природничими науками та медициною.
Войовничий імператор Клавдій вважав, що сім'я заважає солдатам воювати за імперію і видав едикт, що забороняв воїнам одружуватися. Валентин, попри цей указ, продовжував таємно вінчати всіх охочих. За це його заарештували й ув'язнили під охороною офіцера, прийма́чка якого була сліпою. Священник оздоровив її, а опісля навернув на християнство батька й цілу родину. Довідавшись про це, імператор наказав відтяти йому голову, що й сталося 14 лютого.
Але щонайменше троє святих Валентинів були римськими мучениками. Один був священником і лікарем у Римі, другий — єпископом у Терні (Італія), третій жив у Єгипті приблизно у 100–153 роках. Останній був одним із кандидатів на пост римського єпископа (тобто Папи), у своїх проповідях звеличував цінності шлюбу як втілення християнської любові. Про обставини його смерті і про місце поховання практично нічого невідомо.
Римський Валентин загинув 269 року (часи імператора Клавдія II), тернійський — 197-го. Обидва були поховані на одному цвинтарі (поблизу сучасних воріт Порта дель Пополо у Римі, які тепер часто називають «воротами Святого Валентина»). Останки першого Валентина (римського священника і лікаря) згодом зберігалися в одній із церков Рима. 1836 року Папа Римський Григорій XVI передав останки церкві в Дубліні, де їх зберігають досі. Останки другого Валентина нині перебувають у базиліці Святого Валентина в Терні — місті, де він колись був пастирем.
Вважають, що День Святого Валентина у християнські часи замінив собою язичницьке свято луперкалій (на честь бога Фавна; за іншою версією, на честь богині шлюбу, сім'ї Юнони), який відзначали щороку 14 лютого. Ця заміна сталася 496 року після указу Папи Римського Геласія I.
Широкої популярності в Західній Європі це свято набуло після XV століття. За переказом, винахід «валентинки» приписують герцогу Орлеанському Шарлю. 1415 року, перебуваючи в англійському полоні після битви під Азенкуром, він нібито надсилав із лондонської в'язниці віршовані любовні послання своїй дружині. Одну з тодішніх «валентинок» нині зберігають у Британському Музеї. У США свято відзначають з 1777 року.
Втім, у Римо-католицькій церкві офіційно вважають св. Валентина не покровителем закоханих, а покровителем людей, які страждають на нервові захворювання: ікони часто зображують Валентина в одязі священника або єпископа, який оздоровлює юнака від епілепсії. За церковними переказами, на могилі св. Валентина один юнак, хворий на епілепсію, довго молився — і видужав.
Загалом у римо-католиків є 16 Святих Валентинів і дві Святих Валентини. 1969 року покровитель закоханих був вилучений із календаря святих як такий, чию історичність взяли під сумнів. Однак в сучасних календарях РКЦ 14 лютого відзначено як день пам'яті св. Валентина. Також 14 лютого римо-католики відзначають День Святих Кирила та Мефодія, яких Папа Римський Іван II проголосив святими покровителями Європи.
З інтерв'ю представника РКЦ: капуцин о. Костянтин Морозов, після історичного екскурсу та справедливої критики комерціалізації та вульгаризації Дня святого Валентина (як і багатьох інших свят та щоденного побуту), у своїх розмірковуваннях, яким може бути цей день, визнає, що сьогодні важко сказати, що Валентинів день є у всіх проявах суто християнським днем. Але отець Костянтин пропонує подивитися на справу з іншого боку: може, вона має якесь добре зерно, на яке вразливе сьогоднішнє суспільство? У багатьох країнах цей день сприйняла більшість суспільства, народжуються нові звичаї, у кожній країні Валентинів день має свої особливості. Християни завжди намагалися якимось чином «освятити» те, що було добре у язичників. Можливо, припускає о. Костянтин, і сьогоднішнім християнам слід побачити у дні святого Валентина не тільки численні зловживання, яких насправді не бракує, але й велику спрагу світу молодих людей духовної, великої і передусім справжньої любові, яку сьогодні так важко знайти. Адже християни завжди були експертами від любові, як це доводить історія: історія мучеників, історія святих, які любили насправді. Відтак, о. Костянтин висновує, що «сьогодні нам потрібні нові святі Валентини, які вчинять чудо прозріння для сучасного світу, які подарують своє серце іншим, які зможуть сказати щиро, без тіні пожадання: „Я твій, твій Валентин!“, зможуть показати справжнє джерело любові і перемінити світ… наш світ!»
У давні часи природні чинники та події позначалися не календарною датою, а приурочувались до святого, якого того дня вшановувала Церква (наприклад, на Спаса достигають яблука тощо). Відповідно, на час, коли відзначають день св. Валентина, припадає період парування птахів. Це й призвело до звичаю, що днем пізніше молоді люди шукали собі пару — дівчина вибирала собі хлопця, а той у відповідь обдаровував її, наслідуючи лицарські звичаї.

## Святкування в різних країнах

### Європа
Валентинів день в Англії та Шотландії в старовину супроводжувався таким звичаєм: молоді люди клали до мішечка відповідну їхньому числу кількість квитків, з позначеними на них іменами молодих дівчат; потім кожен виймав один такий квиток. Дівчина, ім'я котрої діставалось таким чином юнакові, ставала на наступний рік його «Валентиною», а він — її «Валентином». Це передбачало на цілий рік відносини між молодими людьми, подібні до тих, що, за описом середньовічних романів, були між лицарем та його «дамою серця» (скрізь супроводжував її, складав їй сонети, грав на лютні тощо). Про цей звичай згадує у своїй знаменитій пісні шекспірівська Офелія. Ймовірно, він є ще дохристиянського походження. Ще донині Валентинів день в Шотландії та Англії дає молоді привід для різноманітних жартів та розваг.
В Англії існувало повір'я, за яким перший чоловік, що його зустрічала дівчина 14 лютого, повинен був стати її Валентином — хотілося їй того чи ні. Але дівчата знайшли вихід із ситуації: цього дня вони гуляли із зав'язаними очима.
Італійці у День святого Валентина вважають своїм обов'язком дарувати коханим солодощі. В Італії цей день так і називають — «солодкий».
Поляки цього дня відвідують Познань. Там, за повір'ям, лежать мощі святого Валентина, а над головним престолом висить його чудодійна ікона. Поляки вірять, що проща до неї допомагає в любовних справах.
Німці вважають Валентина покровителем психічно хворих, прикрашають цього дня всі лікарні червоними стрічками, а в каплицях проводять спеціальне Богослужіння.

### Азія
В Японії на День св. Валентина жінки і дівчата дарують чоловікам і хлопцям солодощі, переважно шоколад. Японці вважають, що тільки солодкий шоколад здатний передати силу кохання. Саме свято в Японії з'явилось після Другої світової війни. Якщо порівнювати це свято з українським, то в Японії дівчата докладають більше зусиль, аніж хлопці. Так, кожна дівчина сама повинна приготувати для коханого шоколадні цукерки і подарувати їх. Навіть при бажанні подарувати коханому в цей день інший подарунок, вона зобов'язана поєднати його з чорним шоколадом або цукерками.
Така традиція склалась завдяки одному підприємцеві, який випустив до дня святого Валентина багато шоколадних солодощів у вигляді серця з написом — 14 лютого. В Японії є й друге свято для закоханих, яке святкують 14 березня — Білий день. У це свято хлопці дарують дівчатам білий шоколад та інші кондитерські вироби. У День святого Валентина японські жінки дарують чоловікам шоколад, ці солодощі бувають двох видів:
- giri-choco, його дарують друзям, колегам і рідним чоловічої статі. Цей подарунок не має любовного підтексту, і його сприймають як люб'язність.
- hon-mei — дарують лише коханим.

Загалом, святкування не відрізняється від аналогічних у Європі чи Америці. День св. Валентина особливо поширений серед молоді.
Останніми роками День Святого Валентина набув і політичного звучання. Він був заборонений у Саудівській Аравії та Ірані[джерело?]. 
2004 року радикальна група індуїстів «Шив Сена» демонстративно спалювала «валентинки» в Мумбаї.

## Ставлення Східних церков до свята
У календарі Східних церков (Православної) 14 лютого згадуються лише святі Авксентій, Кирило, Ісакій, Михаїл, Феодор, Марон та Аврамій. Натомість пам'ять трьох святих Валентинів українські Церкви відзначають 24 квітня, 6 та 30 липня.
Крім того, у «Житіях святих» згадуються два Валентини: перший — єрусалимський диякон, мученик Святої Церкви (згадується 16 лютого). Другий належить до Севастійських Мучеників (9 березня).
«Історії про підпільні вінчання закоханих є легендами, які не підтверджуються жодними джерелами з церковних книг», — стверджує о. Михайло Димид, директор Інституту церковного права (УГКЦ).
З нагоди «Дня закоханих» директор Інституту родини та подружнього життя Львівської богословської академії Юрій Підлісний звернувся до молоді (2003): «Сьогоднішній світ переживає драматичні зміни, пов'язані із глобалізаційними процесами. Вони — цікаві і водночас багато в чому суперечливі та незрозумілі. Один із них — взаємопроникнення культур, традицій та звичаїв. Сучасна молода людина сприймає як звичне і самозрозуміле те, що для молодого покоління 10-20 років тому видавалось чужим і невідомим, часом ворожим. Таким є поширення в Україні звичного у західному світі свята святого Валентина… Це свято дає щоразу особливу нагоду задуматися над суттю любові, на якій, за словами Ісуса Христа, основується увесь закон і пророки… На жаль, ми стаємо свідками як любов та гідність людини підмінюється, пристрастю і пропагуванням сексу, відірваного від подружжя, а саме свято перетворюється на комерцію і гонитву за зиском. Гідність чоловіка і жінки розтоптують, зводячи людину до предмета маніпулювання і до об'єкта чуттєвої насолоди, а вірність і взаємна пошана висміюються. Дорога молоде, кожне покоління переймає від своїх батьків традиції свого народу, плекає їх збагачує; нерідко переймає щось від народів інших, але теж творить своє, намагаючись створити щось цінне, гідне подиву і перейняття наступними поколіннями. Приймаючи свято закоханих будьте свідомими свого вибору! Що ви святкуєте? Чисту і вірну любов чи тілесну хтивість, до якої підштовхують ті, хто зацікавлені в наживі за будь-яку ціну?».
Микола Шкрібляк, кафедра релігієзнавства та теології ЧНУ ім. Ю.Федьковича: «Вважається, начебто день закоханих, та й взагалі наявність такого феномену у християнській церкві, вже є своєрідним благословенням на позашлюбні та дошлюбні взаємини людей, у тому числі й статеві. Цілком очевидно, що саме такий підтекст цього свята є найбільш прийнятним для сучасної молодої людини. Тому за таке кохання можна молитися до будь-якого святого! Треба завжди пам'ятати повчальні слова Апостола Павла про те, що все нам дозволено, та не все буде на користь».
Прессекретар Патріархії УПЦ КП протоієрей Євгеній Заплетнюк вважав, що «День святого Валентина», що за новомодною традицією відзначали напередодні великого дванадесятого свята Стрітення Господнього є типовим прикладом людської неграмотності у питанні християнського віровчення, та як наслідок цього — разючої підміни понять, коли «святість», навіть видуманої особи, полягає не у догоджанні Богу, але в потуранні людським порокам.
Ми маємо багато добрих християнських свят, котрі за своїм внутрішнім духовним змістом є набагато цінніші та глибші за цю слабку пародію на свято. І хоча як християни ми не можемо виступати проти любові, про котру так наголошують цього дня, проте ми чітко розрізняємо справжню жертовну, агапічну любов, котра не обмежується часовими рамками і простором, і цей новопосталий зручний привід для підліткового блуду. Справжня любов випробовується роками та самопожертвою, а не кількістю використаних протизаплідних засобів у ніч на 15 лютого. «Найкращий спосіб виявити свою любов і найчистіші почуття до своєї половинки — привести її завтра у храм на святкове богослужіння», — зазначив прессекретар Патріархії.

## Мощі святого Валентина в Україні
Останнім часом поширилася інформація про те, що мощі покровителя закоханих святого Валентина зберігають у церкві Різдва Пресвятої Богородиці в Самборі (Львівська область). Автентичність реліквії нібито підтверджує документ Папи Римського від 1759 року.
Як свідчить о. Богдан Добрянський, адміністратор парафії у Самборі, святий Валентин був покровителем Перемисько-Самбірської єпархії. «У 1759 році його прах вийняли із землі на цвинтарі святої Прісцилли у Римі. У Ватикані вирішили передати частину мощей у храм тієї землі, якою опікувався святий Валентин. Фрагмент черепа та кілька кісточок закували у скляний гробик, поклали у саркофаг і доправили до Самбора. Від того часу реліквію зберігають у нас. Але в комуністичні часи це замовчували», — сказав священник в інтерв'ю одній із газет.

### Святий Валентин у старокиївській легенді
Наприкінці 19 — на початку 20 століття в дуже популярних тоді виставах домашніх театрів однією з найулюбленіших була п'єса за старокиївською легендою про київських закоханих, яким допомогли зберегти кохання і побратись свята Ольга і святий Валентин. Вистава існувала в кількох варіаціях, вона була збережена в пам'яті киян зі старокиївських родів (сучасно адаптований варіант сценарію, що вже кілька років мандрує інтернетом, став основою для творчих прочитань і втілень в різних дитячих та молодіжних колективах).
Відповідний історичний контекст є цілком вірогідний. У Києві ще княжому, домонгольському, були католицькі храми, діяли кілька орденів (зокрема, бенедиктинці, домініканці та францисканці), а київськими католиками були не лише поляки та інші іноземці київських колоній. В останніх були й київські родичі-свояки, і друзі-кияни, котрі, спілкуючись, знайомилися з деякими традиціями, частину з яких тією чи іншою мірою або творчо наслідували, або в них просто брали якусь участь. Хоч і з перервами, в Києві діяли католицькі храми, а кияни-католики — більшим чи меншим числом — жили й живуть досі. Оцінка діяльності католиків в українських землях в період їх державної несамостійності була неоднозначною, а пізніше подавали її переважно однобоко. Хоч, дійсно, в історії бувало всяке, але Київ знавав куди страшніших зайд. Загалом же, католицизм, як і протестантизм, наближали до здобутків (і проблем) ширшого європейського світу, і для цього православним киянам не обов'язково було міняти конфесійну належність. Підтвердженням того, що в київські духовні сторінки вписані й католицькі складові, була як жорстка російсько-імперська й жорстока радянська цензура людських про це згадок, так і, власне, самі ці уцілілі згадки. Адже одна справа була — залишити деякі костели (під музей атеїзму, склад чи, якщо пощастить, під концертний зал), а інша — дозволити публічні спогади про живі, теплі свідчення відповідної спорідненості. Однак деякі такі свідчення все ж дожили до сучасності, адже не знищили всіх, хто міг їх передати. Одним з них і є старокиївська оповідка про святого Валентина.
Час, коли «бував» святий Валентин в Києві, навряд чи можна встановити, оскільки в легенді він не визначений. Однак, судячи з її контексту, ймовірно, йдеться про пізньосередньовічний період. За тих часів в самій Католицькій Церкві ставилися до цього святого неоднозначно. Але в низці католицьких країн таке свято було, і навіть не лише суто молодіжне.
Імовірно, його «принесли» в Київ тамтешні гості, або кияни, які мандрували тими краями, а київській молоді свято сподобалося (що нескладно уявити). В Києві діяли, хоч і з перервами, кілька католицьких навчальних закладів для світських, де вчилися не лише католики. Можливо, якраз їх учні та стали героями тієї цікавої історії. Очевидно, навряд чи в Києві відбувалися масові святкування-валентинки, але були ж й інші локальні місцеві спудейські, магістратські, цехові свята і традиції.
В старокиївській легенді про святого Валентина фігурують звичайні кияни, яким допомогли зберегти та освятити кохання свята Ольга та святий Валентин. Крім такого, мабуть, можливого лише в Києві, поєднання небесних помічників, вся легенда просякнута саме київським духом — духом міста, споконвічно відкритого до зв'язків з іншим європейським світом, міста-колиски непересічної, оригінальної культури, яку не подужали цілком вигасити та переінакшити всі загарбники. Адже в оповідці не згадується про якісь конфесійні проблеми, чи кохання всупереч волі батьків, чи бучні зради й не менш бучні примирення: питання було в тому, щоб закохані могли одружитися, не відмовляючись водночас від інших сімейних турбот та від реалізації своїх особистих покликань.

## Свято і маркетинг
Існує думка, що сучасний День святого Валентина — маркетинговий хід. У всьому світі існують особливі традиційні дарунки в цей день. Наприклад, у Франції це ювелірні прикраси, в Японії — кондитерські вироби певної компанії-виробника, а в Данії — засушені квіти. Оскільки свято набуло популярності й в Україні, то й традиція дарувати щось в цей день своїм коханим також стала „обов'язковою“. Зазвичай є безліч варіантів та пропозицій, вибір залежить від бюджету: від подарункових сертифікатів (на вивчення мови, шопінг, заняття фотографією тощо) до подорожей.